# Spinellus fusiger
Espèce
Spinellus fusiger est un champignon de la famille des Phycomycetaceae mycoparasite des sporophores des agaricales, surtout des
mycènes et des collybies.

## Description
Les sporanges (139,8-164,4 x 334,6-371,8 μm)  sont noirs ; les spores  (35-55 x 10-20 µm)  sont brunes et fusiformes
.